# Stefan Lord
Stefan Lord (Stockholm, 4 december 1954) is een in Zweden geboren Thais darter die uitkwam voor de British Darts Organisation.

## Carrière
Lord nam deel aan tien BDO World Darts Championships. Hij behaalde zijn beste resultaat in 1982, waar hij eindigde op de derde plaats, na het verslaan van Bobby George met 2–1. Hij speelde op het eerste BDO World Darts Championship in 1978. Lord bereikte de halve finale, waarin hij verloor van John Lowe. Zijn laatste World Championship-optreden was in 1988; Lord verloor in de eerste ronde van Paul Lim.
Lord bereikte in 1981 de halve finale van de Winmau World Masters en won het News of the World Darts Championship tweemaal; in 1978 en 1980. Lord werd de eerste (en enige) speler van buiten het Verenigd Koninkrijk die het toernooi wist te winnen en een van de zeven spelers die het toernooi meer dan een keer wonnen. Lord eindigde als runner-up bij het North American Open in 1983. 
Lord won drie keer de WDF Europe Cup Pairs; tweemaal met Björn Enqvist (1980 en 1982) en eenmaal met Lars Erik Karlsson (1988).

## Resultaten op wereldkampioenschappen

### BDO
- 1978: Halve finale (verloren van John Lowe met 4–8) (legs)
- 1979: Laatste 16 (verloren van Rab Smith met 1–2)
- 1980: Laatste 32 (verloren van Bill Lennard met 1–2)
- 1981: Laatste 32 (verloren van Kevin White met 1–2)
- 1982: Halve finale (verloren van Jocky Wilson met 0–4)
- 1983: Kwartfinale (verloren van Tony Brown 1–4)
- 1984: Laatste 16 (verloren van Mike Gregory met 1–4)
- 1985: Laatste 16 (verloren van Cliff Lazarenko met 0–3)
- 1986: Laatste 32 (verloren van Jocky Wilson met 0–3)
- 1988: Laatste 32 (verloren van Paul Lim met 0–3)

### WDF

#### World Cup
- 1977: Laatste 32 (verloren van John Lowe)
- 1979: Laatste 16 (verloren van Conrad Daniels)
- 1981: Laatste 32 (verloren van Jocky Wilson met 2–4)
- 1983: Kwartfinale (verloren van Dave Whitcombe met 0–4)
- 1985: Laatste 32 (verloren van Flor Aldon met 1–4)
- 1987: Kwartfinale (verloren van Danny MacInnes)
- 1989: Laatste 64 (verloren van Dale Frampton met 2–4)

## Gespeelde finales hoofdtoernooien
BDO 
| Resultaat | Nr. | Jaar | Kampioenschap                        | Tegenstander   | Score | Variant |
| Winnaar   | 1.  | 1978 | News of the World Darts Championship | John Coward    | 2–0   | Legs    |
| Winnaar   | 2.  | 1980 | News of the World Darts Championship | Dave Whitcombe | 2–0   | Legs    |